# ز
ز‎(아랍어: ﺯﺍﻱ 자이[*])는 아랍 문자의 열 한번째 글자로, 음가는 유성 치경 마찰음 /z/이다.
페니키아 문자 Zayin 에서 변화한 문자 중 하나로, 히브리 문자 ז‏, 아람어  Zain , 시리아 문자 Zayn  ܙ, 그리스 문자 Ζ, 로마자 Z, 키릴 문자 З에 대응된다.
| 단어에서의 위치: | 독립형 | 어미형 | 어중형 | 어두형 |
| ---------------- | ------ | ------ | ------ | ------ |
| 문자 형태:       | ز‎      | ـز‎     | ـز‎     | ز‎      |

자이는 어두형과 어중형이 없이 단독형과 어말형만 있으며, 어두나 어중에 와도 원래 형태를 그대로 쓴다.
페르시아 문자에는, 위에 점이 3개 찍힌 ژ‏ (음가 ʒ)가 있으며, 신드어에는 위에 점이 4개 찍힌 ڙ‏ (음가 ɽ )가 있다.

## 부호위치
| 문자 | 유니코드 | 설명       | 문자참조        |  |
| ---- | -------- | ---------- | --------------- |  |
| ز    | U+0632   | 자이       | &#x632; &#1586; |  |
| ږ    | U+0696   | 파슈토어 ẓ | &#x696; &#1686; |  |
| ڗ    | U+0697   |            | &#x697; &#1687; |  |